# Micropeziza cornea
Micropeziza cornea är en svampart som först beskrevs av Berk. & Broome, och fick sitt nu gällande namn av John Axel Nannfeldt 1976. Enligt Catalogue of Life ingår Micropeziza cornea i släktet Micropeziza, ordningen disksvampar, klassen Leotiomycetes, divisionen sporsäcksvampar och riket svampar, men enligt Dyntaxa är tillhörigheten istället släktet Micropeziza, familjen Dermateaceae, ordningen disksvampar, klassen Leotiomycetes, divisionen sporsäcksvampar och riket svampar. Arten är reproducerande i Sverige. Inga underarter finns listade i Catalogue of Life.